# Christo Coetzee

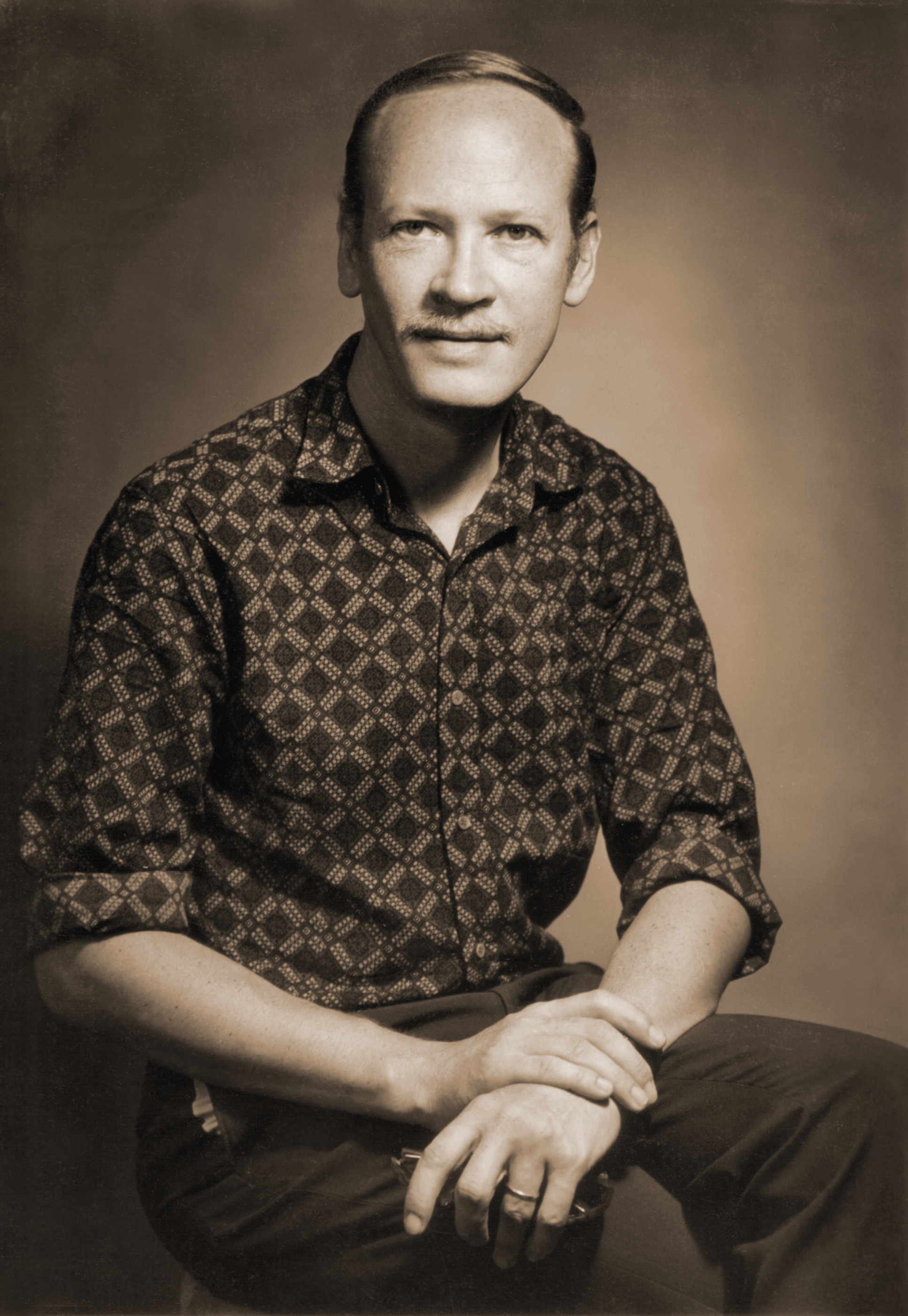
Porträtfoto von Christo Coetzee, aufgenommen von Dotman Pretorius.

Christo Coetzee (* 24. März 1929 in Johannesburg; † 12. November 2000 in Tulbagh, Western Cape) war ein südafrikanischer Künstler und gilt als Vertreter des Neobarock und der Assemblage.

## Leben
Christo Coetzee wurde 1929 in Johannesburg als Sohn einer sehr traditionellen afrikanischen Familie geboren. Trotz seiner Herkunft und der konservativen Werte der protestantisch-reformierten Kirche entschied er sich 1947 für ein Kunststudium an der liberalen University of the Witwatersrand (Wits).
Hier wurde Christo Coetzee ein fester Bestandteil der sogenannten Wits-Gruppe, zu der auch Kommilitonen wie Cecil Skotnes, Larry Scully und Gordon Vorster gehörten. Von Beginn seiner Karriere an vertrat Coetzee einen nonkonformistischen Ansatz in der Malerei. Während seine progressiven Zeitgenossen intensiv mit abstrakten Formen experimentierten und die Kluft zwischen südafrikanischer und internationaler Kunst vergrößerten, trat der junge Absolvent 1951 mit retrospektiver Nostalgie an die Öffentlichkeit.

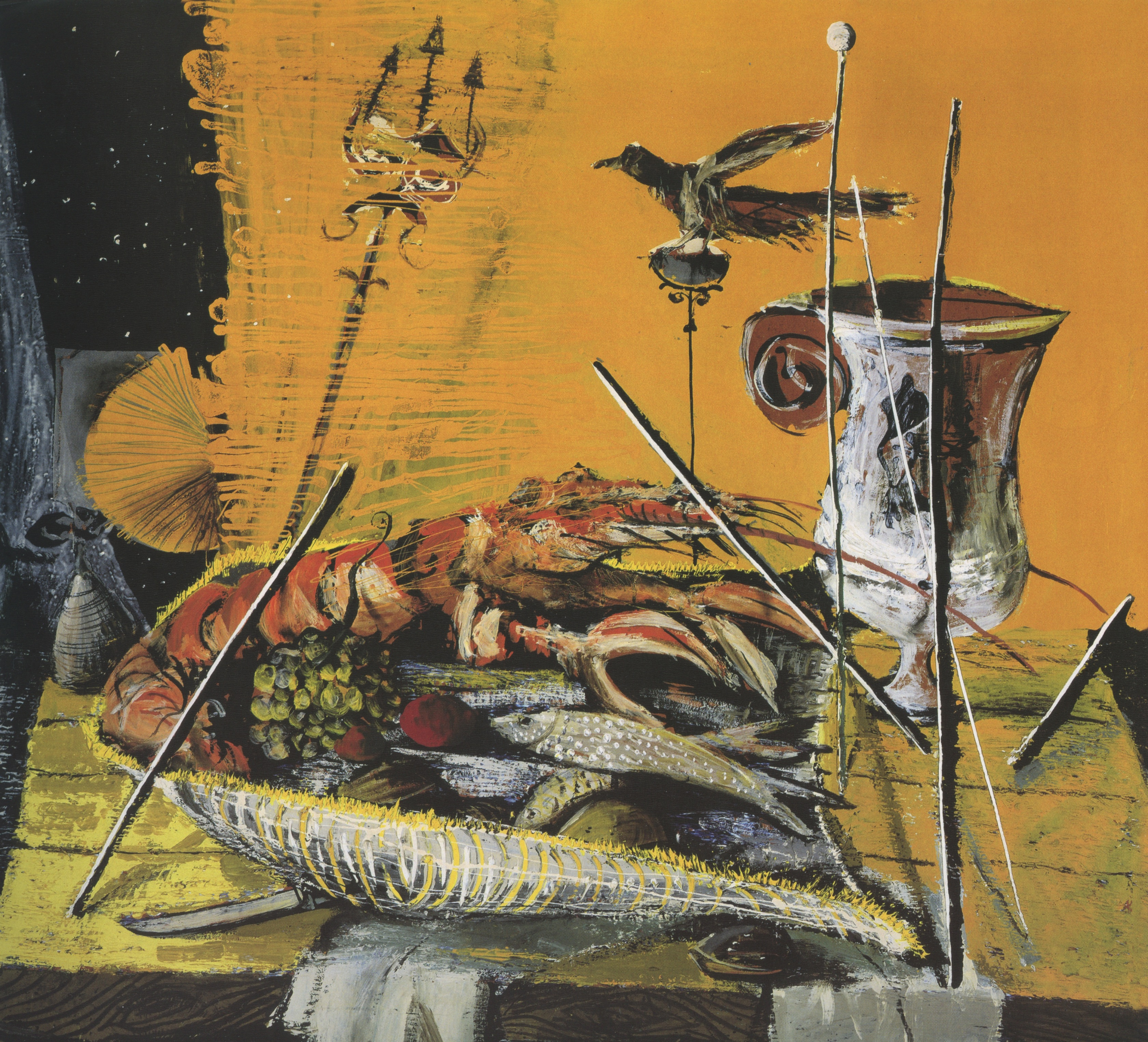
Pompeian Lobster (Pompejanische Languste), ca. 1954

Nachdem er 1951 ein Postgraduiertenstipendium der Wits erhalten hatte, verließ Christo Coetzee Südafrika und schrieb sich an der Slade School of Art in London ein, wo er von William Coldstream unterrichtet wurde. Im folgenden Jahr heiratete Coetzee Marjorie Long und unternahm mit ihr eine Reise nach Spanien. Dort kam er mit der barocken Architektur Antoni Gaudís in Berührung, die ihn während seiner gesamten Karriere inspirierte. 1953 kehrte Coetzee nach Südafrika zurück, ging aber noch im selben Jahr wieder nach Europa, da ihm die Monotonie in Südafrika nicht mehr gefiel. Er ließ sich für einige Jahre in London nieder und erhielt 1956 ein viermonatiges Reisestipendium der italienischen Regierung. Christo Coetzees Begegnungen mit den Italienern Lucio Fontana und Alberto Burri vertieften seine Auseinandersetzung mit dem Raumbegriff.

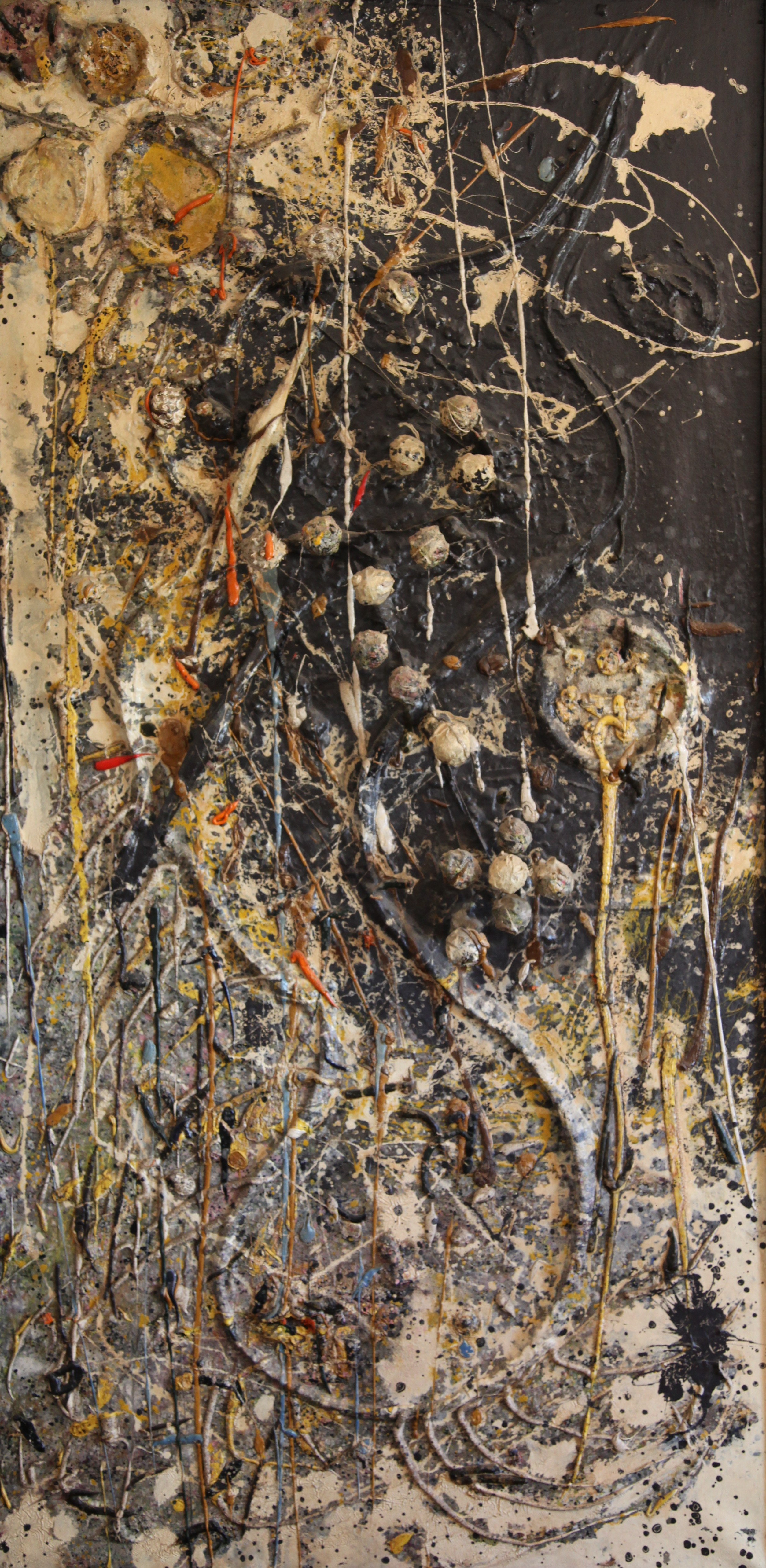
Painting Yellow, 1957. Assemblage-Gemälde auf Leinwand, Sammlung Jan du Toit, Kapstadt.

Christo Coetzee zog nach Paris, wo er die nächsten zehn Jahre lebte und an mehreren internationalen Avantgarde-Ausstellungen teilnahm. Er erhielt 1959 von der japanischen Regierung ein Stipendium für einen Studienaufenthalt in Japan. Dies war wohl das Ergebnis seiner ersten Ausstellung bei Rudolph Stadler in Paris ein Jahr zuvor, wo Coetzee dem einflussreichen französischen Kunsttheoretiker Michel Tapié vorgestellt wurde.
Michel Tapié erhielt 1957 eine Broschüre von Gutai, einer neu gegründeten japanischen Avantgarde-Kunstgruppe, und interessierte sich sofort für deren experimentelle Nachkriegspraxis. Im September desselben Jahres reiste Michel Tapié nach Osaka und war von ihrer Arbeit so fasziniert und beeindruckt, dass er die Gutai-Gruppe später führenden Persönlichkeiten der Kunstwelt sowohl in Europa als auch in den USA vorstellte. Es war jedoch während seiner ersten Reise 1957, als er den Gutai-Gründer Jirō Yoshihara traf und ihm die informelle Malerei vorstellte. Yoshihara erklärt, dass er ein Werk für die Reproduktion auswählen musste und zufällig eines von Christo Coetzee auswählte. „Die Verwendung von Tischtennisbällen, die mit Farbe bedeckt waren, und diese bizarre Technik schienen auf einen Bruch mit der Malerei der Vergangenheit hinzuweisen“, sagt er. Durch Michel Tapié lernten sich Jiro Yoshihara und Christo Coetzee 1958 in der Galerie Stadler in Paris kennen. Die beiden Künstler schlossen schnell Freundschaft, und Yoshihara besuchte zusammen mit seinem Künstlerkollegen Hisao Domoto das Atelier von Christo Coetzee an der Seine. In Paris erarbeitete er sein Werk gemeinsam mit Künstlern, die von Michel Tapiés Un Art Autre (1952) stark beeinflusst waren, wie Georges Mathieu, Wols, Jean Dubuffet, Jean Fautrier, Hans Hartung, Pierre Soulages, Antoni Tàpies und Lucio Fontana.
1968 ließ sich Christo Coetzee mit seiner neuen Frau Ferrie Binge im spanischen Alicante nieder, um ein ländliches und meditatives Leben zu führen.
Während seiner Zeit in Europa kehrte Coetzee häufig nach Südafrika zurück, wo er seinen individualistischen Weg fortsetzte und weiterhin Meinungen über Kunst in Frage stellte. Die Faszination der Gesellschaft für Coetzee spiegelt sich in der afrikanischen Presse der frühen 1960er Jahre wider, die über jeden Schritt und jede Entwicklung seiner Karriere berichtete und ihn feierte. Während der Apartheid wurde Coetzees Werk jedoch kritisiert, weil er sich zu sehr mit den formalen Aspekten der Malerei und weniger mit den sozio-politischen Problemen des Landes beschäftigte. Die Isolation Südafrikas während der Apartheid führte zu einem Rückgang des Interesses an seinem Werk in London, Paris und anderen internationalen Zentren.

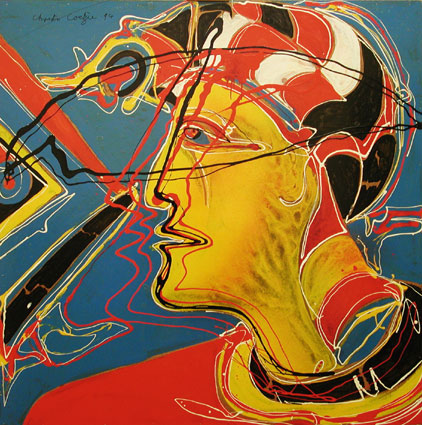
The Perfect One, 1994.

Christo Coetzees außerordentlich vielfältiges und reichhaltiges Werk, das sich über fünfzig Jahre und drei Kontinente erstreckt, zeichnet sich durch sein Engagement für das gemalte Objekt und seinen Erfindungsreichtum aus. Seine Suche nach magischen und transzendentalen Momenten hat Coetzee zu einer der führenden Persönlichkeiten der südafrikanischen Moderne gemacht.
Christo Coetzee starb 2000 in Tulbagh.
Seine Werke wurden international ausgestellt, darunter in renommierten Galerien wie der Galerie Stadler in Paris, dem Museum of Modern Art in New York und auf der Ausstellung der Gutai-Gruppe 1960 im Kaufhaus Takashimaya in Osaka. Christo Coetzees Arbeiten sind in zahlreichen internationalen und südafrikanischen Sammlungen vertreten, darunter das Museum of Modern Art in Toulouse, das Taipei Fine Arts Museum und die Iziko South African National Gallery in Kapstadt.

## Werk
Christo Coetzee war ein Künstler, der für seine experimentellen und avantgardistischen Ansätze in der Malerei bekannt war. Besonders prägend war seine Zusammenarbeit mit der japanischen Gutai-Gruppe Ende der 1950er Jahre. Coetzee reiste viel und ließ verschiedene kulturelle Elemente in seine Kunst einfließen. Die Auseinandersetzung mit der japanischen Kunst und Philosophie beeinflusste beispielsweise seine Auffassung von Minimalismus und Raum.
Während seiner Zeit in Paris und London wurde Coetzee mit europäischen Bewegungen wie der Art Informel und dem Tachismus in Verbindung gebracht. Diese Bewegungen betonten Spontaneität und die Ablehnung traditioneller künstlerischer Strukturen, was sich in Coetzees gestischen, vielschichtigen Gemälden widerspiegelt. Ein charakteristisches Merkmal von Coetzees Werk ist die Verwendung unkonventioneller Materialien und die Technik der Zerstörung als Teil des kreativen Prozesses. Er zerschneidet, zerreißt und setzt seine Leinwände oft neu zusammen und integriert so den Akt der Zerstörung in den kreativen Prozess. Ein berühmter Moment seiner Karriere war 1975, als Coetzee bei einer Ausstellungseröffnung in Kapstadt seine eigenen Werke zerschnitt und die Fragmente neu zusammensetzte (Assemblage). Diese Geste unterstrich seine Experimentierfreudigkeit und sein Bestreben, traditionelle Kunstformen in Frage zu stellen.
Obwohl ein Großteil seines Oeuvres abstrakt ist, kehrt Coetzee später zur Figuration zurück.